# Greatham (Durham)
Greatham – wieś i civil parish w Anglii, w hrabstwie Durham, w dystrykcie (unitary authority) Hartlepool. Leży 27 km na południowy wschód od miasta Durham i 356 km na północ od Londynu. W 2011 roku civil parish liczyła 2132 mieszkańców.